# ماري كولير (مؤلفة)
ماري كولير (بالإنجليزية: Mary Collyer)‏ (1716 - 1762)؛ كاتِبة ومؤلِّفة، مترجمة وروائية بريطانية.